# أدولفو سواريز ريفيرا
أدولفو سواريز ريفيرا (بالإسبانية: Adolfo Antonio Suárez Rivera)‏ هو عالم عقيدة مكسيكي، ولد في 9 يناير 1927 في San Cristóbal de las Casas ‏ في المكسيك، وتوفي في 24 مارس 2008 في مونتيري في المكسيك.